# Budačka Rijeka
 Budačka Rijeka  falu Horvátországban, Károlyváros megyében. Közigazgatásilag Krnjakhoz tartozik.

## Fekvése
Károlyvárostól 24 km-re, községközpontjától  6 km-re délkeletre a Kordun területén fekszik.

## Története
A településnek 1857-ben 469, 1910-ben 589 lakosa volt. Trianon előtt Modrus-Fiume vármegye Vojnići járásához tartozott. 2011-ben a falunak 262 lakosa volt.

## Lakosság
| Lakosság változása | Lakosság változása | Lakosság változása | Lakosság változása | Lakosság változása | Lakosság változása | Lakosság változása | Lakosság változása | Lakosság változása | Lakosság változása | Lakosság változása | Lakosság változása | Lakosság változása | Lakosság változása | Lakosság változása | Lakosság változása |
| ------------------ | ------------------ | ------------------ | ------------------ | ------------------ | ------------------ | ------------------ | ------------------ | ------------------ | ------------------ | ------------------ | ------------------ | ------------------ | ------------------ | ------------------ | ------------------ |
| 1857               | 1869               | 1880               | 1890               | 1900               | 1910               | 1921               | 1931               | 1948               | 1953               | 1961               | 1971               | 1981               | 1991               | 2001               | 2011               |
| 469                | 514                | 496                | 569                | 607                | 589                | 658                | 762                | 714                | 698                | 598                | 571                | 523                | 429                | 251                | 262                |

## Nevezetességei
A Čukur-hegy lábánál második világháborús emlékmű áll. A helyet egy fehér kőből készült magas, sztélé alakú cirill betűs emlékmű jelöli. Ezen a helyen 1941. december 3-án a megszálló olasz csapatok megtorlásul, minden tárgyalás nélkül tucatnyi embert ölt meg. A rendelkezésre álló adatok alapján a több tucat budačka rijekai ember lelövésének esete összefügg azzal a harccal, amelyet az olasz fegyveres erők egységei vívtak itt a helyi szerb lakosság mezőgazdasági eszközökkel felfegyverzett erőivel, mely után több tucat civilt tartóztattak le, akiket később kivégeztek.